# Ine Marie Eriksen Søreide
Ine Marie Eriksen Søreide, norveška političarka; * 2. maj 1976, Lørenskog. 
Med letoma 2017 in 2021 je bila ministrica za zunanje zadeve Kraljevine Norveške in prva ženska na tem položaju. Pred tem je bila ministrica za obrambo. Kot članica konservativne stranke je bila leta 2005 izvoljena na mesto poslanke v Stortingu za Oslo. Nasledila je Børgeja Brendeja. 

## Življenjepis
Søreidejeva se je rodila leta 1976 v Lørenskogu. Leta 1976 je študirala pravo na univerzi v Tromsøju, kjer se je pridružila konservativni stranki in se vključila v lokalno politiko. Leta 2000 je postala članica osrednjega izvršnega odbora konservativne stranke in predsednica norveških mladih konzervativcev. Eriksen Søreidejeva se je sprva zaposlila kot producentka na televiziji Metropol, izvoljena je bila tudi za namestnico poslanca Stortinga za Oslo. Po zaprtju Metropola se je kot pripravnica zaposlila v odvetniški pisarni Grette. V parlament je bila prvič izvoljena na volitvah leta 2001, ponovno pa še v letih 2005, 2009, 2013 in 2017.

### Ministrica
Leta 2013 je bila imenovana na mesto obrambne ministrice v prvi vladi Erne Solberg, v letu 2017 pa na mesto zunanje ministrice.
Søreidejeva je mirovni sporazum med Izraelom in Združenimi arabskimi emirati pozdravila kot pozitiven razvoj dogodkov in dejala, da Norveška pozdravlja vsako potezo, ki vodi k miru na Bližnjem vzhodu. 

## Poslanski odbori
- 2009–2013: predsednica Stalnega odbora za zunanje zadeve in obrambo
- 2005–2009: predsednica Stalnega odbora za izobraževanje, raziskave in cerkvene zadeve
- 2001–2005: članica Stalnega odbora za izobraževanje, raziskave in cerkvene zadeve